# إرنست جان-جوزيف
إرنست جان-جوزيف (بالفرنسية: Ernst Jean-Joseph)‏ هو لاعب كرة قدم هايتي في مركزي الوسط والدفاع، ولد في 11 يونيو 1948 في كاب هايتيان في هايتي، وتوفي في 14 أغسطس 2020. شارك مع منتخب هايتي لكرة القدم. أما مع النوادي، فقد لعب مع شيكاغو ستينغ ونادي فيوليت.

## وصلات خارجية
- إرنست جان-جوزيف على موقع الاتحاد الدولي (مؤرشف)  (الإنجليزية)
- إرنست جان-جوزيف على موقع قاعدة بيانات كرة القدم.إي يو (الإنجليزية)
- إرنست جان-جوزيف على موقع قاعدة بيانات كرة القدم.إي يو (الإنجليزية)
- إرنست جان-جوزيف على موقع ناشيونال فوتبول تيمز (الإنجليزية)
- إرنست جان-جوزيف على موقع Soccerway.com (الإنجليزية)
- إرنست جان-جوزيف على موقع عالم كرة القدم.نت (الإنجليزية)